# Демня (Тернопільський район)

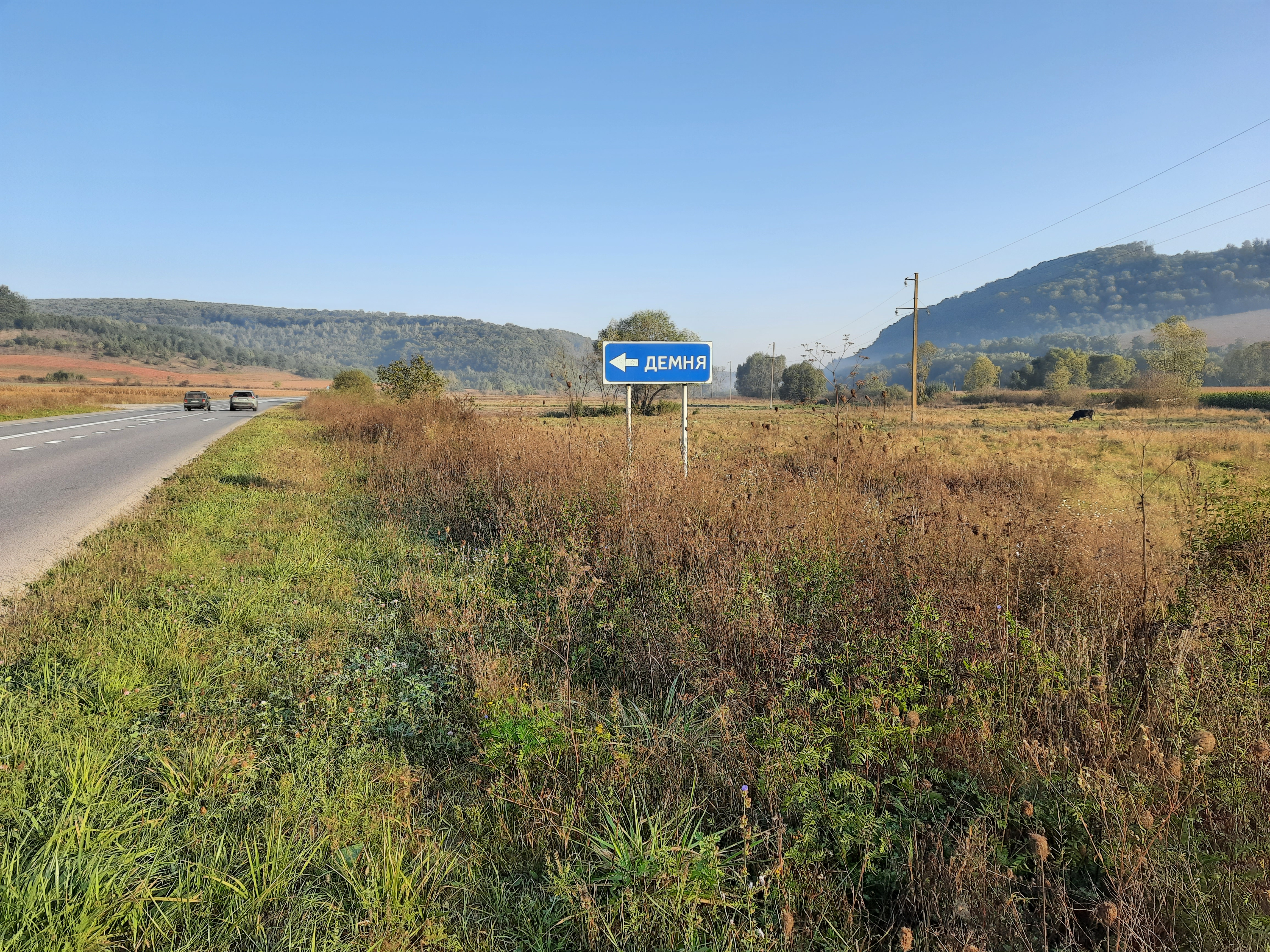
Дорожній знак при повороті на село

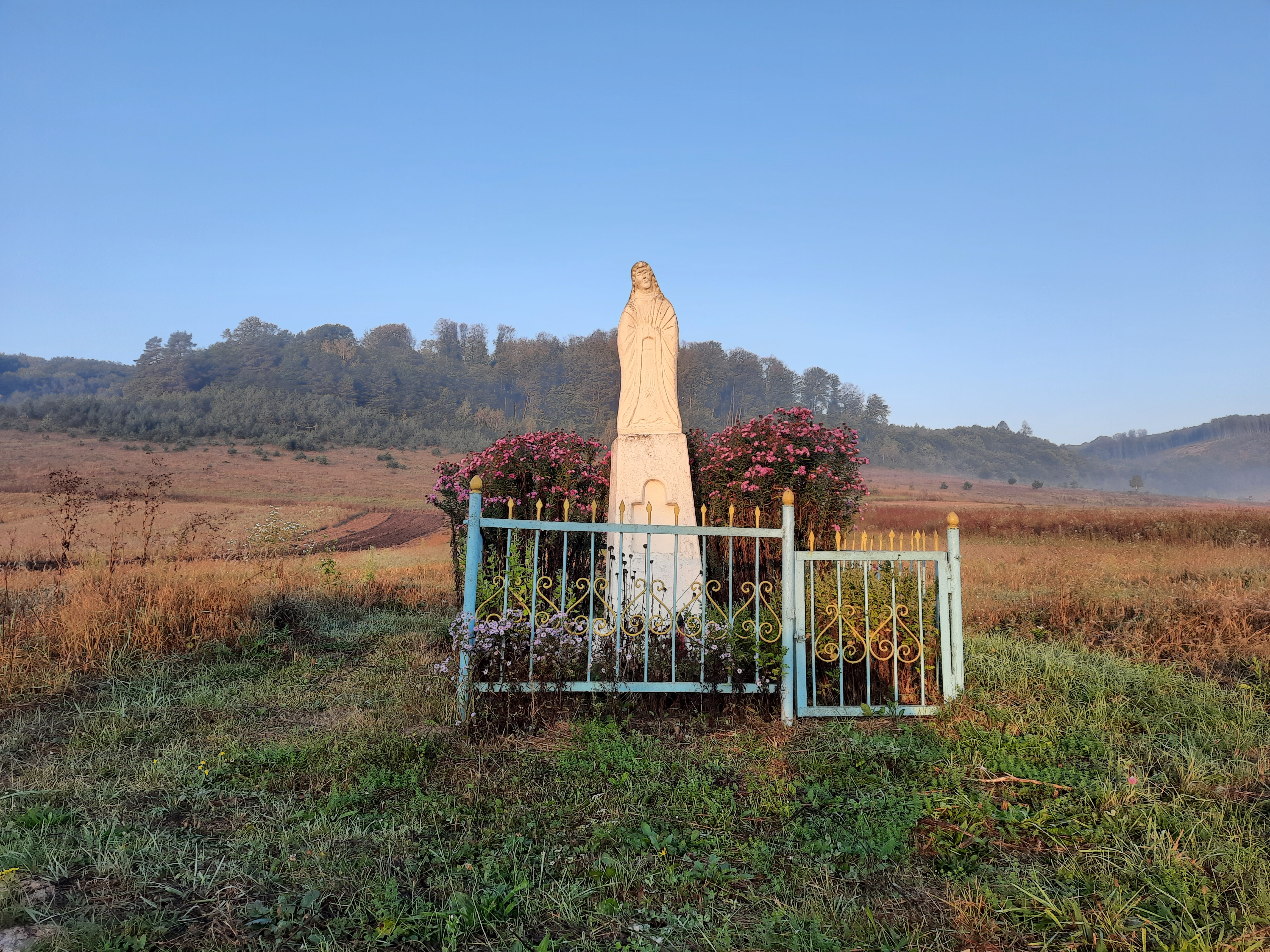
Скульптура Святої Анни

Де́мня —  село в Україні, у Нараївській сільській громаді Тернопільського району Тернопільської області.
Історична дата заснування — досі невідома.
Поштове відділення — Підвисоцьке. До 5 квітня 2019 року підпорядковане Підвисоцькій сільраді. 
Розташоване на берегах річки Нараївка, за 16 км від міста Бережани.
Населення — 128 осіб (2003). Дворів — 38.

## Географія
У селі є 2 вулиці: Бічна та Центральна.

### Клімат
Для села характерний помірно континентальний клімат. Демня розташована у «холодному Поділлі» — найхолоднішому регіоні Тернопільської області.
| Клімат Демні              | Клімат Демні | Клімат Демні | Клімат Демні | Клімат Демні | Клімат Демні | Клімат Демні | Клімат Демні | Клімат Демні | Клімат Демні | Клімат Демні | Клімат Демні | Клімат Демні | Клімат Демні |
| Показник                  | Січ.         | Лют.         | Бер.         | Квіт.        | Трав.        | Черв.        | Лип.         | Серп.        | Вер.         | Жовт.        | Лист.        | Груд.        | Рік          |
| Середній максимум, °C     | −1,1         | 0,3          | 5,3          | 13,3         | 19,2         | 22,4         | 23,7         | 23,1         | 18,8         | 13,0         | 5,8          | 0,9          | 12           |
| Середня температура, °C   | −4,1         | −2,6         | 1,7          | 8,5          | 13,9         | 17,1         | 18,4         | 17,7         | 13,7         | 8,5          | 2,9          | −1,6         | 7            |
| Середній мінімум, °C      | −7           | −5,4         | −1,9         | 3,7          | 8,6          | 11,8         | 13,1         | 12,3         | 8,7          | 4,0          | 0,0          | −4           | 3            |
| Норма опадів, мм          | 32           | 31           | 34           | 50           | 78           | 91           | 95           | 72           | 56           | 39           | 38           | 41           | 657          |
| ------------------------- | ------------ | ------------ | ------------ | ------------ | ------------ | ------------ | ------------ | ------------ | ------------ | ------------ | ------------ | ------------ | ------------ |
| Джерело: climate-data.org |              |              |              |              |              |              |              |              |              |              |              |              |              |

## Історія
1626 року внаслідок нападу татар село було зруйноване на 35%.
12 червня 2020 року, відповідно до розпорядження Кабінету Міністрів України № 724-р «Про визначення адміністративних центрів та затвердження територій територіальних громад Тернопільської області» увійшло до складу Нараївської сільської громади.
19 липня 2020 року, в результаті адміністративно-територіальної реформи та ліквідації Бережанського району, село увійшло до складу Тернопільського району.

## Населення
Населення села в минулому:
| Рік  | Число осіб | Українців греко-католиків | Поляків та римо-католиків | Євреїв |
| ---- | ---------- | ------------------------- | ------------------------- | ------ |
| 1900 | 250        | 53                        | 183                       | 14     |
| 1939 | ▲ 280      | ▼ 50                      | ▲ 220                     | ▼ 10   |

## Політика
Від 28 квітня 2012 року село належить до виборчого округу 165.

## Пам'ятки

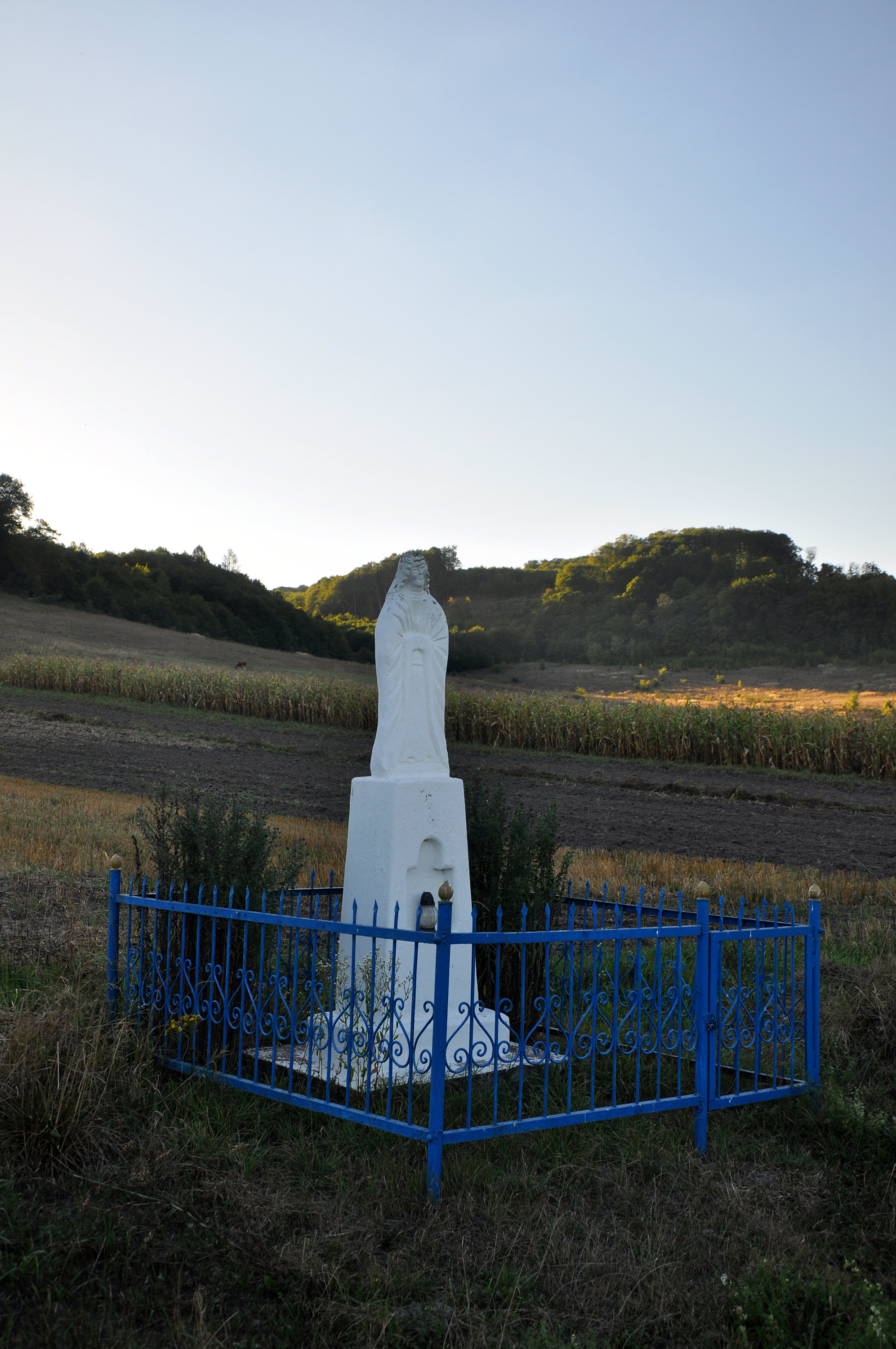
Скульптура святої Анни

- Скульптура святої Анни (кін. XIX ст. — поч. XX ст.) — пам'ятка монументального мистецтва місцевого значення, охоронний номер 2995.
- Поселення Демня I (висоцька культура, давньоруський час, XII–XIII ст.) — пам'ятка археології місцевого значення, охоронний номер 1273.

Є також
- Пам'ятний хрест на честь 1-ї річниці незалежності України (1992).

Скульптура святої Анни
Щойновиявлена пам'ятка монументального мистецтва. Розташована біля дороги при в'їзді у село.
Робота самодіяльних майстрів, виготовлена із каменю (к. ХІХ поч. ХХ ст.).
Постамент — 0,95х1,2 м, висота 1,56 м, скульптура: висота 1,05 м.

## Соціальна сфера
Діють клуб, кахельний та меблеві цехи.